# Guy Butler
Guy Montagu Butler (Harrow, 25 agosto 1902 – St Neots, 22 febbraio 1981) è stato un velocista britannico, vincitore di quattro medaglie ai Giochi olimpici.

## Palmarès
| Anno | Manifestazione  | Sede    | Evento                | Risultato | Prestazione | Note |
| ---- | --------------- | ------- | --------------------- | --------- | ----------- | ---- |
| 1920 | Giochi olimpici | Anversa | 400 metri piani       | Argento   | 49"9        |      |
| 1920 | Giochi olimpici | Anversa | Staffetta 4×400 metri | Oro       | 3'22"2      |      |
| 1924 | Giochi olimpici | Parigi  | 400 metri piani       | Bronzo    | 48"6        |      |
| 1924 | Giochi olimpici | Parigi  | Staffetta 4×400 metri | Bronzo    | 3'17"4      |      |